# Misha

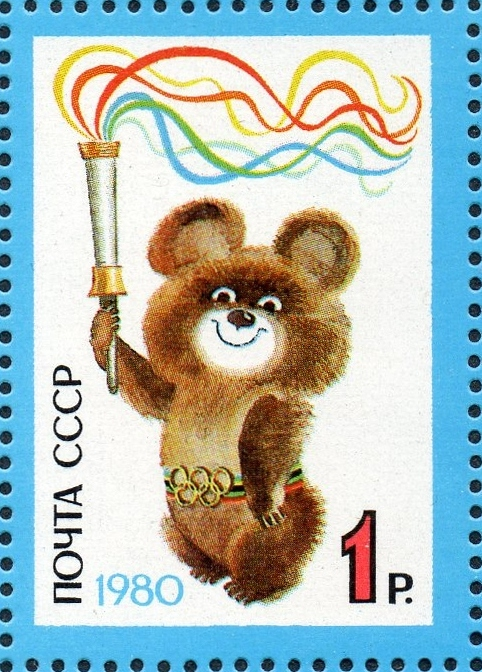
Misha trên con tem Liên Xô 1980

Misha (tiếng Nga: Миша), còn được gọi là Mishka (tiếng Nga: Мишка) hay Mishka Thế vận hội (tiếng Nga: Олимпийский Мишка), là tên của linh vật gấu Nga của Thế vận hội Moskva 1980. Linh vật này được thiết kế bởi họa sĩ minh họa sách thiếu nhi Victor Chizhikov.
Misha là linh vật đầu tiên của một sự kiện thể thao để đạt được thành công thương mại quy mô lớn trong hàng hóa. Búp bê Misha được sử dụng rộng rãi trong lễ khai mạc và bế mạc, xuất hiện trên một số sản phẩm hàng hóa và có cả một bộ phim hoạt hình ngắn (hoạt hình của Soyuzmultfilm) và một bộ phim truyền hình (hoạt hình của Nippon Animation), tất cả hiện nay không chỉ là thông lệ trong Thế vận hội Olympic, mà còn trong FIFA World Cup và các linh vật của các sự kiện khác.

## Nguồn gốc

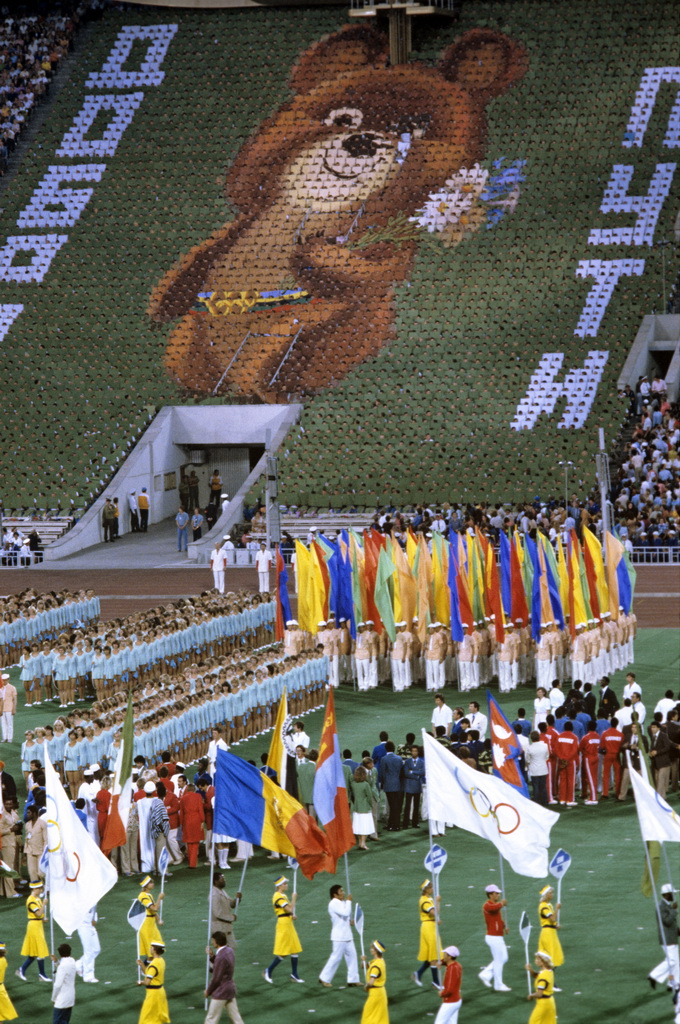
Vị trí của Misha rơi nước mắt tại lễ bế mạc Thế vận hội Mùa hè 1980.